# Federazione dei Giovani Socialisti
La Federazione dei Giovani Socialisti (FGS) è un'organizzazione politica giovanile fondata nel 1994, Attualmente federata con il Partito Socialista Italiano, in passato ha avuto legami con Socialisti Italiani e Socialisti Democratici Italiani. La sua storia affonda le radici nella tradizione socialista italiana, raccogliendo l'eredità della storica Federazione Giovanile Socialista Italiana (FGSI). Il segretario generale in carica è Niccolò Musmeci.

## Storia

### Le origini
L'organizzazione è l'erede della Federazione Giovanile Socialista Italiana, di cui mantiene la propria continuità storica e giuridica, organizzazione giovanile del Partito Socialista Italiano nata inizialmente a Firenze il 7 settembre 1903 e rifondata dopo il Ventennio fascista nel 1944, per opera dei militanti antifascisti Eugenio Colorni, Giorgio Lauchard, Matteo Matteotti, Leo Solari e Mario Zagari.
Durante Tangentopoli, la situazione politica italiana, e dunque anche quella dei giovani socialisti, entra in un periodo di grande caos. Ottaviano Del Turco, segretario del PSI dal 1993 al 1994 (anno del suo scioglimento), diede l’incarico all’allora vicepresidente della Iusy e responsabile delle campagne di politica internazionale del MGS, Luca Cefisi, di svolgere il ruolo di coordinatore nazionale in questa situazione d’emergenza: quadri e dirigenti abbandonavano la militanza politica  passando, a seconda delle personali inclinazioni, a Forza Italia o al Partito Democratico della Sinistra; altri invece abbandonarono la politica.

### La Ricostituzione come federazione autonoma e la Seconda Repubblica
Dopo lo scioglimento del Partito Socialista Italiano, la Federazione dei Giovani Socialisti fu ricostituita come entità autonoma nell'ottobre del 1994, tra gli altri proprio da Luca Cefisi; la nascente Federazione terrà poi il suo primo congresso nel 1996, eleggendo Marco Di Lello Segretario Nazionale, e Claudio Carotti, vice segretario. La Federazione dei Giovani Socialisti, che rimane affiliata all'International Union of Socialist Youth e all'European Community Organisation of Socialist Youth, si federa dapprima ai Socialisti Italiani e successivamente allo SDI. Tiene il 1º congresso a Grottaferrata il 18-20 ottobre 1996.
Nel 2005, sulla base di un progetto di ispirazione liberal-socialista siglato tra Socialisti democratici italiani, Radicali italiani, Federazione dei Giovani Socialisti, Associazione Luca Coscioni e con l’adesione di personalità indipendenti viene costituita la Rosa nel Pugno. Presentatasi alle elezioni politiche del 2006 con la coalizione dell’Unione, dopo poco iniziarono a manifestarsi quelle divergenze fra la componente socialista e quella radicale che hanno portato nel 2007 alla fine di quest’esperienza.
In seguito ha aderito al progetto della Costituente Socialista conclusasi il 4-5-6 luglio 2008 con il I Congresso del Partito Socialista; nell'ambito del quale, pur con qualche divergenza, guidata da Francesco Mosca, ha ufficialmente appoggiato la candidatura di Pia Locatelli alla segreteria, e ha sostenuto la mozione numero 2 "Prima la politica".
Nell'ottobre del 2008 la direzione nazionale dei giovani socialisti decide di celebrare il proprio congresso il 31 gennaio e 1º febbraio 2009 a Salerno; congresso a mozione unica nel quale Luigi Iorio (29 anni, laureato in legge di Foggia) viene eletto Segretario nazionale. Dall'11 al 13 novembre 2011 si è tenuto a Roma il VI Congresso dell'FGS, che ha visto Claudia Bastianelli, 28 anni perugina, eletta all'unanimità Segretario nazionale. Nella storia dell'organizzazione giovanile socialista è la prima donna ad assumerne la guida. Alcune iniziative promosse in questi anni dalla FGS, come lo ius soli, la lotta al gioco d'azzardo ed al precariato giovanile, sono approdate in Parlamento con esiti positivi.
Roberto Sajeva, palermitano, è stato eletto all'unanimità Segretario della FGS durante il VII Congresso, tenutosi a Ravenna tra il 9 e l'11 gennaio 2015. La nuova segreteria ha un'impostazione formativa, e vengono organizzate più scuole di formazione in tutta Italia.
Nel 2016 la Federazione ospita lo YES Summer Camp, incontro estivo di tutte le giovanili politiche aderenti agli Young European Socialists. In questa occasione la FGS adotta anche un nuovo simbolo (attuale) ad opera di Camillo Bosco: un sole, la "stella dell'avvenire", e tre frecce. Queste ultime sono un antico simbolo socialista, che risale ancor prima al Fronte di Ferro, nato in Germania contro l'ascesa del nazismo.
Dal 19 al 21 ottobre 2018 si è tenuto a Roma l'VIII Congresso nazionale, che ha portato all'elezione a segretario del ventiduenne romagnolo Enrico Maria Pedrelli.
Il 12 aprile 2019 la Federazione dei Giovani Socialisti si scontrò con il PSI a seguito dell'accordo politico che vide quest'ultimo partito, facente parte del PSE, allearsi e concorrere per le europee del 2019 con il partito +Europa, affiliato a Renew Europe. La presa di posizione fu molto criticata dal partito, ma molti furono gli esponenti che manifestarono, dentro e fuori dal partito, la propria solidarietà alla FGS.
Dall'1 al 3 novembre 2019 si è tenuto il primo "Raduno dei Circoli": decine di rappresentanti di tutte le federazioni e circoli territoriali si sono ritrovati a Roma per discutere di varie tematiche. All'iniziativa, a cui ha fornito aiuto e sostegno anche Antonio Natale Rossi, presidente della Federazione Unitaria Italiana Scrittori, hanno partecipato anche il segretario del PSI Enzo Maraio, la vicepresidente dell'Internazionale Socialista Pia Locatelli, il giornalista e scrittore Pietro Caruso, il filosofo Giacomo Marramao, l'economista e professore Giulio Sapelli, il direttore della testata Mondoperaio Luigi Covatta, l'ex parlamentare Paolo Cristoni, il cantautore Edoardo Michelozzi ed altri. Durante questo raduno, il 2 novembre, in piazza del Popolo la FGS ha promosso e guidato una manifestazione a favore del popolo cileno.
In vista del Referendum confermativo del 20 e 21 settembre 2020 sul taglio dei parlamentari si schiera a sostegno del No e facendo campagna attiva in prima persona su tutto il territorio nazionale e lanciando due manifesti politici tra agosto e settembre.
Dal 22 al 24 ottobre 2021, l'organizzazione tiene il proprio IX congresso nazionale, durante il quale viene Pedrelli è confermato segretario.
Al congresso del PSI del luglio 2022, che ha riconfermato il segretario uscente, la FGS partecipa con una nutrita platea di delegati eletti dai territori presentando tre documenti aggiuntivi alla mozione, tutti e tre approvati all'unanimità . Dopo il congresso del PSI, caduto il governo Draghi, alle elezioni la FGS è stata molto attiva a sostegno dei candidati del partito agli uninominali, in particolar modo coordinando la campagna elettorale di Bobo Craxi a Palermo . 
Dopo le politiche 2022, che hanno segnato la scomparsa dei socialisti dal Parlamento per la seconda volta nella storia, la FGS ha presentato un documento in cui si chiedeva una presa di responsabilità e un rinnovamento ai vertici del PSI.
Nel settembre 2022 la FGS ha lanciato la scuola di politiche nazionale "Politicamente Donne", che ha visto una nutrita partecipazione. 
Nel novembre 2022, a Milano è stato celebrato il secondo raduno nazionale dei circoli presso il circolo De Amicis. L'evento, molto partecipato, ha visto la presenza di numerosissimi esponenti illustri del mondo politico vicino alle istanze socialiste  . 
Il 29 e 30 aprile e 1 maggio 2023, a Firenze la FGS ha celebrato i suoi 120 anni di storia con un evento a Firenze, ribadendo il suo impegno per un socialismo moderno, e con un parterre d'eccezione.
Il 27, 28 e 29 ottobre 2023, nel circolo dei socialisti di Roma alla Garbatella, si è svolto il X congresso nazionale. Ha eletto all'unanimità Niccolò Musmeci come segretario nazionale, Claudia Corso Marcucci come presidente e due vice-segretari, Mattia Giuseppe Maria Carramusa e Giorgia Natalini. La mozione congressuale "Distruzione Creativa" ha definito le linee guida per il futuro della Federazione, puntando su formazione politica, radicamento territoriale e innovazione nelle proposte socialiste.
Dal 30 agosto al 1 settembre 2024, a Brindisi, la FGS tiene la propria Scuola di Formazione Politica presso Palazzo Granafei-Nervegna. Tra i tanti argomenti trattati vi sono minoranze, lavoro, femminismo e internazionalismo, oltre alla presenza di ospiti di spicco del panorama nazionale.
Dal 18 al 20 gennaio 2025, ad Hammamet, una delegazione ha preso parte alle celebrazioni per il venticinquesimo anniversario della scomparsa di Bettino Craxi. La presenza della delegazione evidenzia il legame della FGS con l’eredità politica di Craxi.

## Segretari nazionali
- Luca Cefisi (1994-1996)
- Marco Di Lello (1996-1999)
- Claudio Accogli (1999-2003)
- Gianluca Quadrana (2003-2006)
- Francesco Mosca (2006-2008)
- Luigi Iorio (2009-2011)
- Claudia Bastianelli (2011- 2015)
- Roberto Sajeva (2015-2018)
- Enrico Maria Pedrelli (2018-2023)
- Niccolò Musmeci (2023-in carica)

## Congressi
- I Congresso - Grottaferrata, 18-20 ottobre 1996
- II Congresso - 1999
- III Congresso - 2003
- IV Congresso - 2006
- V Congresso -  Salerno, 31 gennaio-1 febbraio 2009
- VI Congresso - Roma, 11-13 novembre 2011
- VII Congresso - Ravenna, 9-11 gennaio 2015
- VIII Congresso - Roma, 19-21 ottobre 2018
- IX Congresso - Roma, 22-24 ottobre 2021
- X Congresso - Roma, 27-29 ottobre 2023

## Simboli

Simbolo della FGS (fino al 2013)